# Neparnoprstaši
Neparnoprstaši (Perissodactyla) su red sisavaca u koji spadaju konji, nosorozi i tapiri.
Neparnoprstaši su dugo vremena u srednjem tercijaru bili vrlo uspješni s velikim brojem vrsta. Među njima je bio i dugovrati nosorog Paraceratherium†, najveći sisavac koji ne ikada živio na kopnu.
S pojavom preživača u razdoblju kasnog tercijara parnoprstaši počinju potiskivati neparnoprstaše. U sjevernoj Americi su izumrli kratko nakon ledenog doba. Nekoliko vrsta neparnoprstaša koje još danas žive su zadnji ostatci nekada jako uspješne životinjske grupe. Samo je porodica konja koja je također već vrlo reducirana imala koristi od pojave ljudi i iz te porodice je uzgojen cijeli niz domaćih životinja.
Neparnoprstaši su dobili ime jer imaju neparni broj prstiju, jedan (konji) ili tri (nosorozi i tapiri, iako tapiri imaju na prednjim nogama četiri prsta). Srodnost između te tri porodice koje su izgledom vrlo različite, spoznao je zoolog Richard Owen u 19. stoljeću i obilježio pojam "neparnoprstaši". Srednja os noge kod kod neparnoprstaša prolazi kroz jedini prst (kopito), dok se kod parnoprstaša nalazi između trećeg i četvrtog prsta. Srednji prst je najrazvijeniji, a kod konja jedini koji još postoji. Prsti završavaju u kopitu. 
Red neparnoprstaša ima tri porodice:
- nosorozi (Rhinocetotidae)
- tapiri (Tapiridae)
- konji (Equidae)

Između nosoroga i tapira je srodnost puno bliža nego između bilo kojeg od njih s konjima. Te se dvije porodice ponekad svrstavaju u zajednički podred Ceratomorpha.